# Laura A. Gutman
Laura Gutman (10 de abril de 1958, Buenos Aires, Argentina) es Escritora, Investigadora de la conducta humana y autora de la metodología terapéutica llamada "Biografia Humana"(comúnmente denominada BH). Se la considera como una de las voces más firmes de la crianza con apego, actualizando ciertos conceptos históricos sobre la maternidad y el desarrollo infantil. Varios de sus libros, enmarcados en el concepto de crianza con apego, se encuentran entre los más leídos en el mundo hispanoparlante y son fuente de consulta de madres y padres que buscan nuevos horizontes para la crianza de sus hijos.

## Biografía
Nació en Buenos Aires el 10 de abril de 1958 en el seno de una familia judía, hija de José Gutman y Beatriz Dachevsky. Cursó sus estudios primarios y secundarios en Buenos Aires hasta que en 1976 durante el llamado Proceso de Reorganización Nacional, se exilió en Europa, más precisamente en París, Francia, donde residió hasta 1988. Allí comenzó los estudios de grado en la Universidad de París VIII, donde se recibió de psicopedagogía clínica y donde coincidió con sus referentes: Françoise Dolto y Michel Odent, con quienes aprendió sobre partos respetados y vínculos primarios entre madres e hijos. 
Allí nacieron sus primeros dos hijos, Micaël y Maïara, frutos de su relación con Paulo Queiroz. Posteriormente en el 1996, ya en Buenos Aires, nace su tercera hija Gaia Alelí, fruto de su relación con Leonardo Szames. Es en ese mismo año que organiza las primeras clases teóricas sobre Biografía Humana, o los llamados también "grupos de crianza", a los que acudían madres con bebes y niños pequeños. Es en estas primeras clases teóricas donde comienza a desarrollar los conceptos sobre fusión emocional y las consecuencias sobre la carencia de amor en las infancias. 
En el año 2001 publicó su primer libro, "La maternidad y el encuentro con la propia sombra", que se convirtió en un éxito de ventas en España y América Latina. También fue traducido al inglés, portugués, catalán, italiano, francés, y checo, lo que la situó como autora de referencia en la materia a nivel mundial. Desde 1996 dirige e imparte clases enseñando la implementación de la biografía humana. Además, dirige un grupo de profesionales que realizan y acompañan procesos de BH en español, inglés, y portugués a consultantes de diversos países alrededor del mundo en forma personal. 
Tiene 4 nietos: Fiona, India, Ney y Nilo.

## Libros publicados
- "La maternidad y el encuentro con la propia sombra". Publicado en Argentina en 2001 por editorial Del Nuevo Extremo. En 2012 fue editado por editorial Planeta, y en 2017 por Random House. Fue publicado también en España por editorial RBA y en México por editorial Océano. Fue traducido al portugués en la editorial Best Seller, al Italiano en la editorial Terra Nuova, al checo por la editorial Maitrea, al inglés por la propia autora, al catalán por la editorial Ara Libres, y al frances por la editorial Le Myriadis.

- "Puerperios y otras exploraciones del alma femenina" Publicado por primera vez por editorial Del Nuevo Extremo, en 2003. Luego fue reeditado bajo el título "La familia nace con el primer hijo". También publicado por RBA en España y Océano en México. Luego fue publicado por editorial Planeta. Hoy publicado por Amazon.

- "Adicciones y violencias invisibles" Publicado por primera vez en 2004 por Editorial Del Nuevo Extremo. Tambien fue publicado bajo el título "Crianza, violencias invisibles y adicciones" Editado por RBA en España, y luego por editorial Random House. Hoy publicado por Amazon.

- "La revolución de las madres" Publicado por primera vez en 2005 por Editorial Del Nuevo Extremo. Luego publicado en España por RBA. Luego publicado por editorial Planeta. Hoy publicado por Amazon.

- "Mujeres visibles madres invisibles" Publicado por primera vez en 2007 por Editorial Del Nuevo Extremo. Luego publicado en España por RBA. Luego publicado por Editorial Random House. Traducido al portugués por Editorial Best Seller.

- "La familia ilustrada", con dibujos de Micaël Queiroz Publicados por primera vez en 2009 por Editorial Del Nuevo Extremo. Luego publicado en España por RBA. Luego reeditado en 2014 por editorial Random House.

- "Conversaciones con Laura Gutman" Publicado en 2010 por Editorial Del Nuevo Extremo.

- "El poder del discurso materno" Publicado por primera vez en 2010 por Editorial Del Nuevo Extremo. Luego publicado por editorial Random House. Traducido al portugués por Editorial Summus, traducido al coreano y traducido al francés, por Amazon.

- "Amor o dominación los estragos del patriarcado" Publicado por primera vez en 2011 por Editorial Del Nuevo Extremo. Luego publicado por editorial Random House

- "La biografía humana" Publicado por primera vez en 2013 por Editorial Planeta. Luego publicado por Editorial Random House. Traducido al portugués por editorial Best Seller. Hoy publicado en Amazon.

- "Qué nos pasó cuando fuimos niños y qué hicimos con eso" Publicado por primera vez en 2014 por Editorial Random House. Traducido al portugués por Editorial Best Seller. Traducido al coreano.

- "Una civilización niñocéntrica" Publicado por primera vez en 2015 por Editorial Random House. Traducido al portugués por Editorial Best Seller

- "Mi hijo no quiere ir a la escuela ¡y tiene razón!", en coautoría con Cristina Romero Publicado en 2018 por Editorial Obstare.

- "El engaño colectivo" Publicado en 2021 por Amazon.